# Mistrzostwa Polski w Łyżwiarstwie Figurowym 2019
Mistrzostwa Polski w łyżwiarstwie figurowym 2019 – zawody mające na celu wyłonienie najlepszych łyżwiarzy figurowych w Polsce. W ramach mistrzostw Polski rozgrywano:
- Mistrzostwa Polski Seniorów, Mistrzostwa Polski Juniorów (pary taneczne) – 14–15 grudnia 2018 w Budapeszcie (Mistrzostwa Czterech Narodów)
- Mistrzostwa Polski Juniorów (soliści, solistki) – 1–3 lutego 2019 w Oświęcimiu
- Ogólnopolska Olimpiada Młodzieży – 14–17 lutego 2019 w Krynicy-Zdroju
- Mistrzostwa Polski Młodzików – 22–23 marca 2019 w Elblągu
- Mistrzostwa Polski Novice / Młodzieżowe Mistrzostwa Polski – 29–31 marca 2019 w Cieszynie
- Mistrzostwa Polski w łyżwiarstwie synchronicznym – 1 grudnia 2018 w Łodzi

## Limity wiekowe w konkurencjach i kategoriach
Tabela przedstawia konkurencje i kategorie łyżwiarstwa wyczynowego w sezonie 2018/2019. Pojedyncze daty w tabeli wskazują maksymalny wiek zawodnika dla danej kategorii (zawodnik musi urodzić się w danym dniu lub po wskazanej dacie).
| Kategorie           | Konkurencje     | Konkurencje     | Konkurencje     | Konkurencje     | Konkurencje     | Konkurencje     | Zawody                           |
| Kategorie           | Soliści         | Solistki        | Pary sportowe   | Pary sportowe   | Pary taneczne   | Pary taneczne   | Zawody                           |
| Kategorie           | Soliści         | Solistki        | Kobiety         | Mężczyźni       | Kobiety         | Mężczyźni       | Zawody                           |
| ------------------- | --------------- | --------------- | --------------- | --------------- | --------------- | --------------- | -------------------------------- |
| Senior              | brak ograniczeń | brak ograniczeń | brak ograniczeń | brak ograniczeń | brak ograniczeń | brak ograniczeń | Mistrzostwa Czterech Narodów     |
| Młodzieżowiec       | 01.07.1995      | 01.07.1995      | 01.07.1995      | 01.07.1995      | 01.07.1995      | 01.07.1995      | Młodzieżowe Mistrzostwa Polski   |
| Junior              | 01.07.1999      | 01.07.1999      | 01.07.1999      | 01.07.1997      | 01.07.1999      | 01.07.1997      | Mistrzostwa Polski Juniorów      |
| Junior Młodszy A    | 01.07.2000      | 01.07.2000      | 01.07.2000      | 01.07.1998      | 01.07.2000      | 01.07.1998      | Ogólnopolska Olimpiada Młodzieży |
| Junior Młodszy B    | 01.07.2003      | 01.07.2003      | 01.07.2003      | 01.07.2001      | 01.07.2003      | 01.07.2001      | Ogólnopolska Olimpiada Młodzieży |
| Advanced Novice II  | 01.07.2003      | 01.07.2003      | —               | —               | —               | —               | Mistrzostwa Polski Novice        |
| Advanced Novice I   | 01.07.2005      | 01.07.2005      | —               | —               | —               | —               | Mistrzostwa Polski Novice        |
| Advanced Novice     | —               | —               | 01.07.2003      | 01.07.2001      | 01.07.2003      | 01.07.2001      | Mistrzostwa Polski Młodzików     |
| Intermediate Novice | 01.07.2003      | 01.07.2003      | 01.07.2003      | 01.07.2003      | —               | —               | Mistrzostwa Polski Młodzików     |
| Basic Novice        | 01.07.2005      | 01.07.2005      | 01.07.2005      | 01.07.2005      | 01.07.2005      | 01.07.2005      | Mistrzostwa Polski Młodzików     |
| Klasa złota         | 01.07.2007      | 01.07.2007      | 01.07.2007      | 01.07.2005      | —               | —               | Mistrzostwa Polski Młodzików     |
| Klasa srebrna       | 01.07.2009      | 01.07.2009      | 01.07.2009      | 01.07.2007      | —               | —               | Mistrzostwa Polski Młodzików     |
| Klasa brązowa       | 01.07.2011      | 01.07.2011      | —               | —               | —               | —               | Mistrzostwa Polski Młodzików     |

## Wyniki

### Kategoria seniorów

#### Soliści
| Poz. | Zawodnik          | Klub                    | Nota łączna | SP | SP    | FS | FS     |
| ---- | ----------------- | ----------------------- | ----------- | -- | ----- | -- | ------ |
| 1    | Igor Rezniczenko  | GKS Stoczniowiec Gdańsk | 176,61      | 1  | 62,91 | 2  | 113,70 |
| 2    | Krzysztof Gała    | MKŁ Łódź                | 173,45      | 2  | 59,38 | 1  | 114,07 |
| 3    | Olgierd Febbi     | MKS Axel Toruń          | 157,74      | 3  | 52,93 | 3  | 104,81 |
| 4    | Łukasz Kędzierski | MKŁ Łódź                | 153,11      | 4  | 52,49 | 4  | 100,62 |
| 5    | Eryk Matysiak     | MKŁ Łódź                | 140,91      | 5  | 49,81 | 5  | 91,10  |
| 6    | Andrzej Siciński  | MKŁ Łódź                | 121,20      | 6  | 45,23 | 6  | 75,97  |
| 7    | Michał Woźniak    | ŁKS Soła Oświęcim       | 115,85      | 7  | 41,66 | 7  | 74,19  |

#### Solistki
| Poz. | Zawodniczka          | Klub                 | Nota łączna | SP | SP    | FS | FS     |
| ---- | -------------------- | -------------------- | ----------- | -- | ----- | -- | ------ |
| 1    | Jekatierina Kurakowa | MKS Axel Toruń       | 178,80      | 1  | 57,76 | 1  | 121,04 |
| 2    | Elżbieta Gabryszak   | ŁKS Soła Oświęcim    | 138,45      | 2  | 48,40 | 2  | 90,05  |
| 3    | Magdalena Zawadzka   | ŁKS Soła Oświęcim    | 122,97      | 3  | 40,77 | 3  | 82,20  |
| 4    | Oliwia Rzepiel       | UKŁF Ochota Warszawa | 114,62      | 4  | 40,29 | 4  | 74,33  |
| 5    | Agnieszka Rejment    | MKS Axel Toruń       | 97,54       | 6  | 30,12 | 5  | 67,42  |
| 6    | Natalia Lerka        | MKŁ Łódź             | 95,95       | 5  | 32,22 | 6  | 63,73  |

#### Pary taneczne
| Poz. | Zawodnicy                            | Klub                    | Nota łączna | RD | RD    | FD | FD     |
| ---- | ------------------------------------ | ----------------------- | ----------- | -- | ----- | -- | ------ |
| 1    | Natalia Kaliszek / Maksym Spodyriew  | MKS Axel Toruń          | 171,12      | 1  | 67,95 | 1  | 103,17 |
| 2    | Justyna Plutowska / Jeremie Flemin   | GKS Stoczniowiec Gdańsk | 146,36      | 2  | 56,06 | 2  | 90,30  |
| 3    | Jenna Hertenstein / Damian Binkowski | MKS Axel Toruń          | 112,96      | 3  | 44,13 | 3  | 68,83  |

### Kategoria juniorów

#### Soliści
| Poz. | Zawodnik           | Klub                    | Nota łączna | SP  | SP    | FS  | FS    |
| ---- | ------------------ | ----------------------- | ----------- | --- | ----- | --- | ----- |
| 1    | Kornel Witkowski   | ŁTŁF Łódź               | 150,52      | 1   | 54,62 | 1   | 95,90 |
| 2    | Miłosz Witkowski   | ŁTŁF Łódź               | 145,61      | 3   | 51,78 | 2   | 93,83 |
| 3    | Jakub Lofek        | UKŁF Unia Oświęcim      | 136,11      | 4   | 49,37 | 4   | 86,74 |
| 4    | Jegor Chłopkow     | MUKS Euro6 Warszawa     | 134,97      | 5   | 47,96 | 3   | 87,01 |
| 5    | Michał Woźniak     | ŁKS Soła Oświęcim       | 132,64      | 2   | 52,31 | 5   | 80,33 |
| 6    | Piotr Wiśniewski   | MKS Axel Toruń          | 119,00      | 6   | 42,81 | 7   | 76,19 |
| 7    | Ludwik Piksa       | GKS Stoczniowiec Gdańsk | 112,61      | 8   | 36,11 | 6   | 76,50 |
| 8    | Marcin Sypniewski  | MKŁ Łódź                | 110,02      | 7   | 40,27 | 8   | 69,75 |
| WD   | Szymon Derechowski | UKŁ Spin Katowice       | DNS         | DNS | DNS   | DNS | DNS   |

#### Solistki
| Poz. | Zawodniczka          | Klub                    | Nota łączna | SP  | SP    | FS  | FS     |
| ---- | -------------------- | ----------------------- | ----------- | --- | ----- | --- | ------ |
| 1    | Jekatierina Kurakowa | MKS Axel Toruń          | 182,64      | 1   | 66,48 | 1   | 116,16 |
| 2    | Oliwia Rzepiel       | UKŁF Ochota Warszawa    | 112,43      | 3   | 40,73 | 2   | 71,70  |
| 3    | Julia Kierul         | MKS Rewia Warszawa      | 108,83      | 2   | 43,17 | 7   | 65,66  |
| 4    | Amelia Rams          | GKS Stoczniowiec Gdańsk | 104,27      | 6   | 36,59 | 3   | 67,68  |
| 5    | Karolina Białas      | UKŁ Spin Katowice       | 104,19      | 5   | 37,89 | 6   | 66,30  |
| 6    | Jelizawieta Surowa   | MKS Rewia Warszawa      | 103,21      | 4   | 38,35 | 9   | 64,86  |
| 7    | Magdalena Zawadzka   | ŁKS Soła Oświęcim       | 103,14      | 7   | 35,89 | 4   | 67,25  |
| 8    | Amelia Konik         | UKŁF Unia Oświęcim      | 100,97      | 10  | 33,86 | 5   | 67,11  |
| 9    | Nicola Adamczyk      | UKŁF Unia Oświęcim      | 98,34       | 12  | 33,03 | 8   | 65,31  |
| 10   | Maryja Krycka        | MUKS Euro6 Warszawa     | 98,10       | 8   | 34,96 | 11  | 63,14  |
| 11   | Amelia Żurek         | UKŁF Ochota Warszawa    | 96,07       | 13  | 32,48 | 10  | 63,59  |
| 12   | Laura Szczęsna       | MKŁ Łódź                | 93,82       | 15  | 31,96 | 12  | 61,86  |
| 13   | Zuzanna Medela       | UKŁF Unia Oświęcim      | 93,62       | 9   | 34,67 | 13  | 58,95  |
| 14   | Martyna Grocholska   | KŁF Lajkonik Kraków     | 89,44       | 11  | 33,18 | 15  | 56,26  |
| 15   | Marta Jowko          | MUKS Euro6 Warszawa     | 88,04       | 16  | 30,79 | 14  | 57,25  |
| 16   | Agnieszka Rejment    | MKS Axel Toruń          | 86,72       | 14  | 32,43 | 16  | 54,29  |
| 17   | Karolina Zielke      | UKŁF Unia Oświęcim      | 83,45       | 20  | 29,44 | 17  | 54,01  |
| 18   | Natalia Lerka        | MKŁ Łódź                | 83,22       | 17  | 30,79 | 20  | 52,43  |
| 19   | Marta Kudla          | MUKS Euro6 Warszawa     | 82,67       | 22  | 28,96 | 18  | 53,71  |
| 20   | Anna Łukasik         | GKS Stoczniowiec Gdańsk | 81,71       | 19  | 29,55 | 22  | 52,16  |
| 21   | Maja Marczak         | UKŁF Ochota Warszawa    | 81,63       | 21  | 29,32 | 21  | 52,31  |
| 22   | Tatiana Kasprzyk     | UKŁ Spin Katowice       | 79,13       | 18  | 30,06 | 24  | 49,07  |
| 23   | Angelika Knap        | UKŁF Unia Oświęcim      | 78,02       | 23  | 27,70 | 23  | 50,32  |
| 24   | Rozalia Malina       | UKŁ Spin Katowice       | 77,63       | 27  | 24,41 | 19  | 53,22  |
| 25   | Julia Knurowska      | UKŁF Unia Oświęcim      | 75,03       | 25  | 27,01 | 25  | 48,02  |
| 26   | Dominika Gredel      | UKŁ Spin Katowice       | 74,23       | 24  | 27,22 | 26  | 47,01  |
| 27   | Antonina Ziendara    | FSA Warszawa            | 72,20       | 26  | 26,00 | 27  | 46,20  |
| 28   | Amelia Pawłowska     | MUKS Euro6 Warszawa     | 68,84       | 28  | 24,15 | 28  | 44,69  |
| 29   | Kamila Chamielec     | MKS Axel Toruń          | 57,90       | 29  | 21,82 | 29  | 36,08  |
| WD   | Gabriela Pauliczek   | UKŁF Unia Oświęcim      | DNS         | DNS | DNS   | DNS | DNS    |

#### Pary taneczne
| Poz. | Zawodnicy                          | Kluby                   | Nota łączna | RD | RD    | FD | FD    |
| ---- | ---------------------------------- | ----------------------- | ----------- | -- | ----- | -- | ----- |
| 1    | Oliwia Borowska / Filip Bojanowski | GKS Stoczniowiec Gdańsk | 98,55       | 1  | 39,96 | 1  | 58,59 |
| 2    | Olivia Oliver / Peter Paleev       | MKŁ Łódź                | 94,16       | 2  | 36,14 | 2  | 58,02 |

### Kategoria Advanced Novice
| Konkurencja   | Złoto                              | Srebro                               | Brąz                                      | Źr.    |
| Soliści (I)   | Pavlo Klimin MKŁ Łódź              | Marcin Kiełbasa MKŁ Łódź             | Andrzej Nakonieczny UKŁF Unia Oświęcim    | [ 27 ] |
| Soliści (II)  | Jakub Lofek UKŁF Unia Oświęcim     | Jakub Rosłaniec UKŁF Ochota Warszawa | Kamil Grabkowski UKS Szóstka Elbląg       | [ 28 ] |
| Solistki (I)  | Iwona Drelich UIKŁF Piruette Opole | Weronika Ferlin UIKŁF Piruette Opole | Anastazja Kołosińska UKŁF Ochota Warszawa | [ 29 ] |
| Solistki (II) | Amelia Konik UKŁF Unia Oświęcim    | Karolina Białas UKŁ Spin Katowice    | Laura Szczęsna MKŁ Łódź                   | [ 30 ] |